# Varuna (planetka)

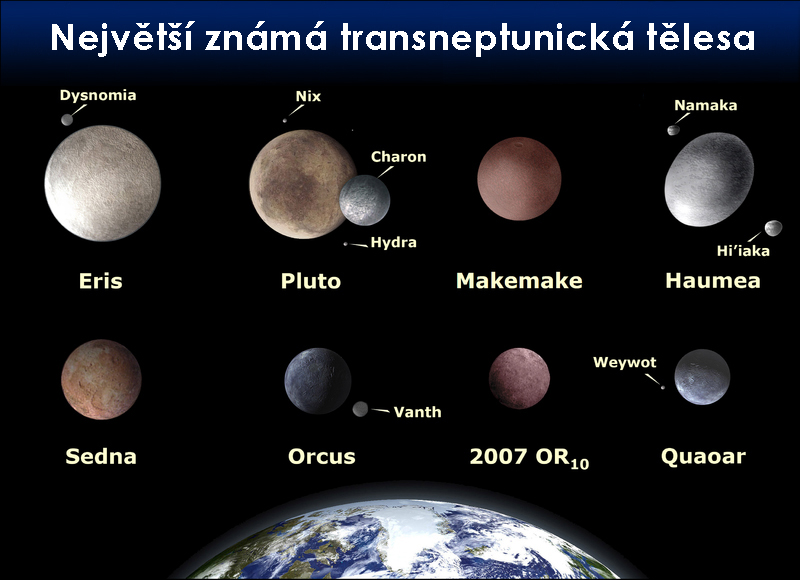
Varuna ve srovnání s jinými transneptunickými tělesy a Zemí

(20000) Varuna (známý také pod svým předběžným označením 2000 WR106) patří mezi planetky Kuiperova pásu (KBO) a byl objeven 28. listopadu 2000 (historie předobjevových snímků se však datuje až do roku 1953) astronomem R. McMillanem (Spacewatch) na observatoři Kitt Peak v Arizoně.

## Orbitální charakteristiky

Oběžné dráhy Varuny (modře), Pluta (červeně) a Neptunu (šedě) s vyznačenými průchody perihéliem a aféliem

Varuna obíhá kolem Slunce po dráze o velké poloose 43,129 AU (perihelium - 40,915 AU, afelium - 45,335 AU), která se velice podobá orbitě Quaoaru (je však více skloněná vůči ekliptice - i=17,2°). Jeden oběh jí trvá 283,2 roku. Na obrázku (vlevo) jsou znázorněny dráhy Varuny (modře), Pluta (červeně) a Neptunu (šedě) nejprve při pohledu shora a poté z úhlu. Jsou zde také vyznačena místa a data průchodu jejich perihéliem (q) a aféliem (Q). Z tohoto grafu můžeme vyčíst, že orbity Varuny a Pluta mají podobný sklon vůči ekliptice a jsou také podobně orientovány. Na rozdíl od Pluta však Varuna nepodléhá žádné rezonanci s Neptunem (jeho dráha má relativně nízkou excentricitu e=0,051 oproti velmi excentrické Plutově dráze e=0,25).

## Fyzikální vlastnosti

### Rozměry a jasnost
Na základě pozorování termálních emisí a odhadovaného albeda (0.037-0.21, absolutní magnituda 3,7) byl průměr Varuny stanoven na 874 km. Jako nejlepší popis tvaru Varuny se dnes udává trojosý elipsoid s osami a, b, c, v poměrech: b/a = 0,63 – 0,80, c/a = 0,45 – 0,52. 

### Chemické složení
Střední hustota Varuny byla určena na 0,992 g/cm³, což jak známo hodnota velice podobná hustotě vodního ledu, který je zde s největší pravděpodobností ve větší míře obsažen. Jelikož bylo zpozorováno také pro většinu KBO typické červené zbarvení povrchu, usuzuje se též na přítomnost tholinu, složitých vysokomolekulárních organických sloučenin, vznikajících působením radiace na jednoduché uhlovodíky.

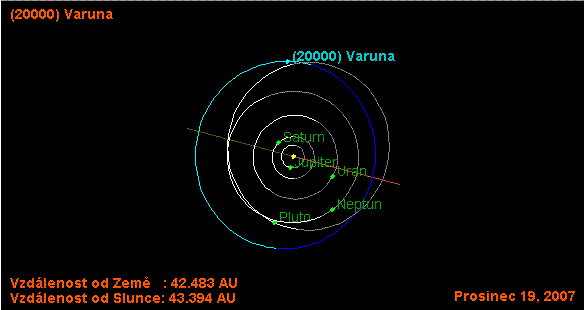
Poloha Varuny ve sluneční soustavě k 19. prosince 2007

## Jméno
Varuna byl pojmenován po védském a hinduistickém bohu Varunovi, který ve védských dobách zastával roli nejvyššího vševidoucího božstva a strážce mravního zákona, později v hinduismu byl pak především pánem vod a ochráncem západního směru.